# サンタ・チェチーリア国立アカデミア
サンタ・チェチーリア国立アカデミア（サンタ・チェチーリアこくりつアカデミア、イタリア語: Accademia Nazionale di Santa Cecilia）は、1585年に設置されたイタリアのローマにある音楽大学。

## 沿革
ローマ教皇シクストゥス5世によって設立された聖女セシリアと教皇グレゴリウス1世を記念して教皇領に創設された音楽教習所を前身としている。

## 組織
後に併設されたサンタ・チェチーリア国立アカデミー管弦楽団は、現在ではイタリアを代表するオーケストラの一つとして、世界的な指揮者のもとに、交響曲の演奏やオペラの録音に活発に取り組んでいる。